# Камілла Чен
Камілла Чен (9 травня 1993) — гонконгська плавчиня.
Учасниця Олімпійських Ігор 2016 року.
Призерка Азійських ігор 2014, 2018 років.